# 教宗思伟
教宗思偉（拉丁語：Severinus PP.；？—640年8月2日）原名不詳，於640年5月28日至640年8月2日為教宗。他陷入了與皇帝希拉克略（Heraclius）的權力鬥爭中，希拉克略迫使他接受一神教。塞維里努斯拒絕了，這使他在十八個月的時間裡一直在努力爭取皇室承認他的當選。他終於在 640 年 5 月 28 日被認可為教宗，但兩個月後就去世。在教宗名錄中，思偉被描述為仁慈、慷慨、溫和的聖人，是神職人員的恩人，也是窮人的朋友。

## 譯名列表
- 思偉：香港天主教教區檔案　歷任教宗作思偉。

- 塞維里努斯、塞维里努斯：大英綫上繁體中文版作塞維里努斯。